# Любарский, Степан Иванович
Степан Иванович Любарский (27 декабря 1896, Пески, Гродненская губерния — 16 апреля 1945, в районе города Форст, Германия) — советский военачальник, генерал-лейтенант (1944), участник Гражданской и Великой Отечественной войн.

## Биография
Получив начальное образование, работал на селе, на суконной фабрике в Белостоке. В 1915 году по мобилизации был призван в Русскую Императорскую армию.

### Гражданская война
15 феврале 1918 года добровольно вступил в РККА. Был командиром роты 1-го Казанского стрелкового полка. За годы гражданской войны прошёл путь от командира роты до командира 9-го туркестанского стрелкового полка. В 1920 году окончил Высшую военную школу Туркфронта.

### В межвоенный период
В 1922 году окончил Высшую стрелковую школу комсостава РККА «Выстрел» и был назначен командиром роты в 7-й стрелковой дивизии. В 1928 году командовал батальоном 20-го стрелкового полка 7-й стрелковой дивизии
В 1932 году окончил Военную академию имени М. В. Фрунзе, в 1938 году окончил Академию Генерального штаба РККА.
Автор ряда учебных пособий и одной из первых советских военных монографий, обобщающих опыт гражданской войны в Испании. Воевал в районе р. Халхин-Гол.
С 1940 — заместитель начальника 1 отдела Управления боевой подготовки Красной Армии.
В 1941 — начальник оперативного отдела штаба военного округа.

### Великая Отечественная война
В годы войны принимал участие в битве под Москвой, в Болховской, Спас-Деменской, Смоленской, Рогачевско-Жлобинской, Карпатско-Ужгородской, Нижнесилезской и Верхнесилезской операциях.
С началом войны — заместитель начальника штаба Группы армий Резерва Ставки Главного Командования, с июля 1941 года — начальник оперативного отдела штаба Западного фронта.
Заместитель начальника штаба 43-й армии, с 21 декабря 1941 по 23 апреля 1944 года — начальник штаба 10-й армии.
С 24 апреля по 5 мая 1944 года — начальник штаба 2-го Белорусского фронта второго формирования. В результате действий члена военного совета фронта генерал-лейтенанта Л. З. Мехлиса был снят с должности и заменен на генерал-лейтенанта А. Н. Боголюбова. По некоторым сведениям, был разжалован до полковника.
С 30 мая по 20 ноября 1944 года — начальник штаба Приморской армии второго формирования.
С 7 декабря 1944 по 16 апреля 1945 года — начальник штаба 3-й гвардейской армии, командовал которой в то время генерал-полковник В. Н. Гордов, действующей на направлении главного удара 1-го Украинского фронта (командующий войсками фронта Маршал Советского Союза И. С. Конев) в Берлинской операции.
Погиб 16 апреля 1945 года при форсировании реки Нейсе в районе города Форст (Германия). Похоронен во Львове на территории мемориального комплекса «Холм Славы», где покоится прах 27 Героев Советского Союза.

## Воинские звания
- Полковник (29.11.1935)[15];
- Комбриг (17.05.1939);
- Генерал-майор (02.01.1942)[16];
- Генерал-лейтенант (22.02.1944)

## Награды
- Орден Красного Знамени (20.02.1928)[2]
- Орден Красной Звезды (22.02.1941)[17]
- Орден Красного Знамени (02.01.1942)
- Орден Суворова 2 степени (28.09.1943)[18]
- Орден Красного Знамени (03.11.1944)
- Орден Ленина (21.02.1945)
- Орден Кутузова 1 степени (06.04.1945)

Награждён медалями «XX лет РККА» и «За оборону Москвы».

## Сочинения
- Любарский С. И. Некоторые оперативно-тактические выводы из опыта войны в Испании. — М.: Гос. воен. изд-во Наркомата обороны Союза ССР, 1939. — 72 с.

## Память
Именем генерала названа улица Степана Любарского в городе Берёза (бывшая Северная, переименована в декабре 1967 решением исполкома Березовского городского Совета).
В агрогородке Пески генерал-лейтенанту С.И. Любарскому установлен памятник.